# میتسوبیشی متریالز
میتسوبیشی متریالز (به ژاپنی: 三菱マテリアル株式会社) شرکت خوشه‌ای ژاپنی است، که مدیریت چندین شرکت تابعه را در اختیار دارد، این شرکت‌ها در حوزه‌های تولید و پردازش فلزات غیرآهنی؛ مانند مس و آلومینیوم، استخراج معادن نقره، الماس، طلا و زغال سنگ، تولید مصالح ساختمانی با تمرکز بر سیمان، بتن و آهک، تولید آسفالت و قطعات الکترونیکی فعالیت می‌کنند.
شرکت میتسوبیشی متریالز در سال ۱۸۷۱ تأسیس شد و اکنون زیرمجموعه‌ای از گروه میتسوبیشی به‌شمار می‌آید.
دفتر مرکزی این شرکت در شهر چیودا، توکیو، ژاپن قرار دارد و بخشی از سهام آن در بازارهای بورس توکیو و بورس اوساکا معامله می‌شود.